# 미나미카와라촌
미나미카와라촌(南河原村)은 사이타마현 북서부에 위치했던 촌이다. 2006년 1월 1일에 교다시에 편입되었기 때문에 소멸했다. 현내에서는 와라비시 다음으로 작은 자치체였다

## 역사
- 1879년 3월 - 3월 - 군구정촌 편제법의 사이타마현 시행으로 기타사이타마군 소속이 되었다.
- 1889년 4월 1일 - 정촌제 시행과 함께 새로운 미나미카와라촌이 성립하였다.
- 2006년 1월 1일 - 교다시에 편입 합병되었다.

## 교통

### 도로
촌내에는 고속도로나 일반국도가 없다.
- 사이타마 현도 362호
- 사이타마 현도 178호